# Collaboratore di giustizia
Un collaboratore di giustizia (nel gergo giornalistico italiano pentito), nel diritto, è un soggetto che si trova in particolari situazioni di conoscenza di un fenomeno criminale e decide di collaborare con l'autorità giudiziaria.

## Nel mondo
Vari sistemi processuali valorizzano o incentivano quella che è una tendenza comportamentale umana, in base alla quale un soggetto membro di un'organizzazione criminale decide di rilasciare confessioni e dichiarazioni alle autorità inquirenti.
Collegate al rilascio di tali dichiarazioni, rese prima e dopo la cattura del soggetto, generalmente sono previste misure tali, da permettere agli inquirenti di combattere e addirittura debellare le stesse organizzazioni; in cambio, i pentiti ottengono delle riduzioni di pena e protezione da parte dello Stato.

### Regno Unito
In Gran Bretagna il comportamento processuale è definito to turn Queen's or King's evidence e consente di avere benefici processuali; la protezione di tali individui è affidata allo UK Protected Persons Service, che è parte della National Crime Agency.

### Stati Uniti d'America
Negli Stati Uniti d'America vi è un programma protezione testimoni a livello federale, denominato Witness Security Program, istituito nel 1970 dall''Organized Crime Control Act, e l'FBI si occupa di tutelare le persone ad esso sottoposte; la misura più incisiva che ne stimolò il ricorso fu il RICO Act, che permette ai beneficiari di usufruirne.

### Italia
In Italia il fenomeno processuale è stato anche ribattezzato con il termine pentitismo; i possibili benefici previsti dalla legge furono introdotti dapprima nel 1980 e successivamente nel 1991 venne creata la figura del collaboratore di giustizia.